# Kościół Wniebowzięcia Najświętszej Maryi Panny w Siennicy Różanej
Kościół Wniebowzięcia Najświętszej Maryi Panny – rzymskokatolicki kościół parafialny w Siennicy Różanej, murowany, otynkowany kościół, w stylu neogotyckim zbudowano w latach 1840–1844 z fundacji hrabiego Jana Poletyło. W 1910 r. przebudowany według projektu Stefana Szyllera.

## Historia

### Pierwszy kościół drewniany
W połowie XV w. rozpoczęto starania o utworzenie parafii siennickiej. Erekcja parafii nastąpiła w czerwcu 1468 r. Pierwszy drewniany kościół i parafię zbudował Mikołaj z Wojcieszkowic. Dodatkowo uposażył parafię w 1 łan pola, ogrody, sadzawki i prawo do pobierania dziesięcin z niektórych okolicznych wiosek. Przy kościele istniał szpital dla ubogich i szkoła.
W 1607 drewniany kościół został odbudowany przez Jakuba Siennickiego ówczesnego właściciela Siennicy Różanej.
W 1648 podczas Powstania Chmielnickiego kościół został ograbiony i spalony razem z miejscowością.

### Drugi kościół drewniany
W 1668 kościół drewniany został odbudowany z inicjatywy księdza Poświatowskiego wspieranego przez p. Blinowskiego. Świątynia ta została konsekrowana w 1682 roku przez biskupa Jacka Święcickiego. Kościół został wyposażony w trzy ołtarze. W ołtarzu umieszczono obraz przedstawiający Najświętszą Marię Pannę z Dzieciątkiem. Przy kościele zawisły dwa duże dzwony i sygnaturka, która zachowała się do obecnych czasów.

### Trzeci kościół drewniany
W 1744 zniszczony drewniany kościół rozebrano i w jego miejsce postawiono nowy drewniany budynek. Kościół został następnie rozbudowany w 1778 r. Budowę trzeciego kościoła nadzorował ksiądz Józef Lisiecki.

### Kościół murowany
W latach 1840–1844 hrabia Jan Poletyłło ówczesny dziedzic Siennicy Różanej wybudował murowany kościół z kamienia i cegły, otynkowany, w stylu neogotyckim.
W 1849 r. odbył się remont dachu świątyni.
W 1882 r. przy kościele wybudowano murowaną dzwonnicę.
W 1910 r. kościół został przebudowany według projektu architekta Stefana Szyllera.

## Architektura[4]

### Bryła budynku
W latach 1840–1844 wybudowano neogotycki, jednonawowy, otynkowany obiekt murowany z cegły. Nawa budynku wzniesiona na rzucie prostokąta, od południa kwadratowa kruchta. Prezbiterium kościoła jest węższe, trójbocznie zamknięte, z zakrystią od zachodu i kruchtą od wschodu. Dwuspadowy dach budynku kryty blachą.

### Wystrój wnętrza
Ołtarz główny kościoła z poł. XVIII w. w stylu rokoko, z późnobarokowymi rzeźbami św. Piotra i św. Pawła. W części środkowej ołtarza obraz Matki Boskiej z Dzieciątkiem z 1 poł. XVII w. 
- Tabernakulum z ok. poł. XVIII w.
- Antepedium z płaskorzeźbą z przedstawieniem Ostatniej Wieczerzy z XX w., ludowe.
- Obrazy:
  - Najświętszej Marii Panny Niepokalanie Poczętej z XVIII w.
  - św. Antoniego Padewskiego z XVIII w.
- Rzeźba Chrystusa Zmartwychwstałego, ludowa.
- Krzyż procesyjny z poł. XVIII w., rokokowy.
- Monstrancja z XVIII w. Barokowa.
- Kielich z 1 poł. XVIII w., barokowy.
- Pacyfikał z ok. poł. XVIII w.
- Sześć ornatów XVIII i XIX w.

## Otoczenie
Przy kościele znajduje się cmentarz otoczony murem z czterema kapliczkami oraz dzwonnicą z 1882 r.